# Pentax programA
Pentax Program A (другое название Pentax Program PLUS) — малоформатный однообъективный зеркальный фотоаппарат, производившийся с 1984 по 1988 год в чёрном и чёрно-серебристом исполнении.
Модель Pentax Program A выпускалась для рынка Японии, Pentax Program PLUS поставлялся на рынок США. Не следует путать модель «Program A» («Program PLUS» — второе название) c другой моделью того же семейства: Pentax superA (Pentax Super Program — второе название).

## Отличия от предыдущей модели Pentax superA
«Program A» — является упрощением флагманской модели семейства «А» — Pentax superA. По сравнению со старшей моделью в ней:
- Отсутствует режим приоритета выдержки;
- Минимальная выдержка 1/1000 сек. вместо 1/2000 сек.;
- Отсутствует поддержка TTL-вспышек.
- Уменьшен диапазон экспозамера с 1 — 19 EV до 1 — 18 EV;
- Выдержка синхронизации уменьшена с 1/125 сек до 1/100 сек.

## Основные характеристики
- Режимы: AUTO (Programmed AE и Aperture priority AE), ручной (MAN), 100↙ (Programmed Auto Flash) и B.
- Четыре ступени экспокоррекции 4×, 2×, 1/2×, 1/4×.
- Блокировка экспозамера отсутствует.
- Репетир диафрагмы.
- Электронноуправляемый затвор из металлических шторок с вертикальным ходом 15 — 1/1000 сек, В.
- Ручная протяжка плёнки с возможностью подключения вайндера Pentax MEII или моторного привода Pentax А.
- Питание 2 × 1,5 Вольта (A76, SR44, LR44) для работы электроники камеры. Без батарей затвор камеры не работает.
- Встроенный экспонометр.
- Отображение диафрагмы (только в режиме AUTO) и выдержки в видоискателе (ЖКИ). Подсветка естественным освещением. Данные не видны в темноте.
- Автоспуск — 12 сек.

## Совместимость
Как и любая другая камера Pentax оснащенная байонетом KA, Program A может работать с любыми объективами Pentax. Необходимо лишь учесть тот факт, что существуют объективы рассчитанные для использования с APS-C-камерами. Такие объективы дадут сильнейшее виньетирование.